# Heimberg
Heimberg är en ort och kommun i distriktet Thun i kantonen Bern, Schweiz. Kommunen har 7 058 invånare (2023).